# アルケラオス2世
アルケラオス2世（希：Ἀρχέλαος Βʹ, ラテン文字転記：Archelaos II）はアルゲアス朝のマケドニア王である。
アルケラオス2世はアルケラオス1世の子である。ウォルター・ローリーによれば、アルケラオス2世は父の後を継いで7年間君臨し、偶然もしくはクラテロスの手によって首を吊って死んだ。ローリーはこの後弟のオレステスが即位したと言っているが、紀元前396年にオレステスが後見人のアエロポス2世によって殺されたというディオドロスの記述とは食い違う。